# St. Philippus und Jakobus (Eft-Hellendorf)

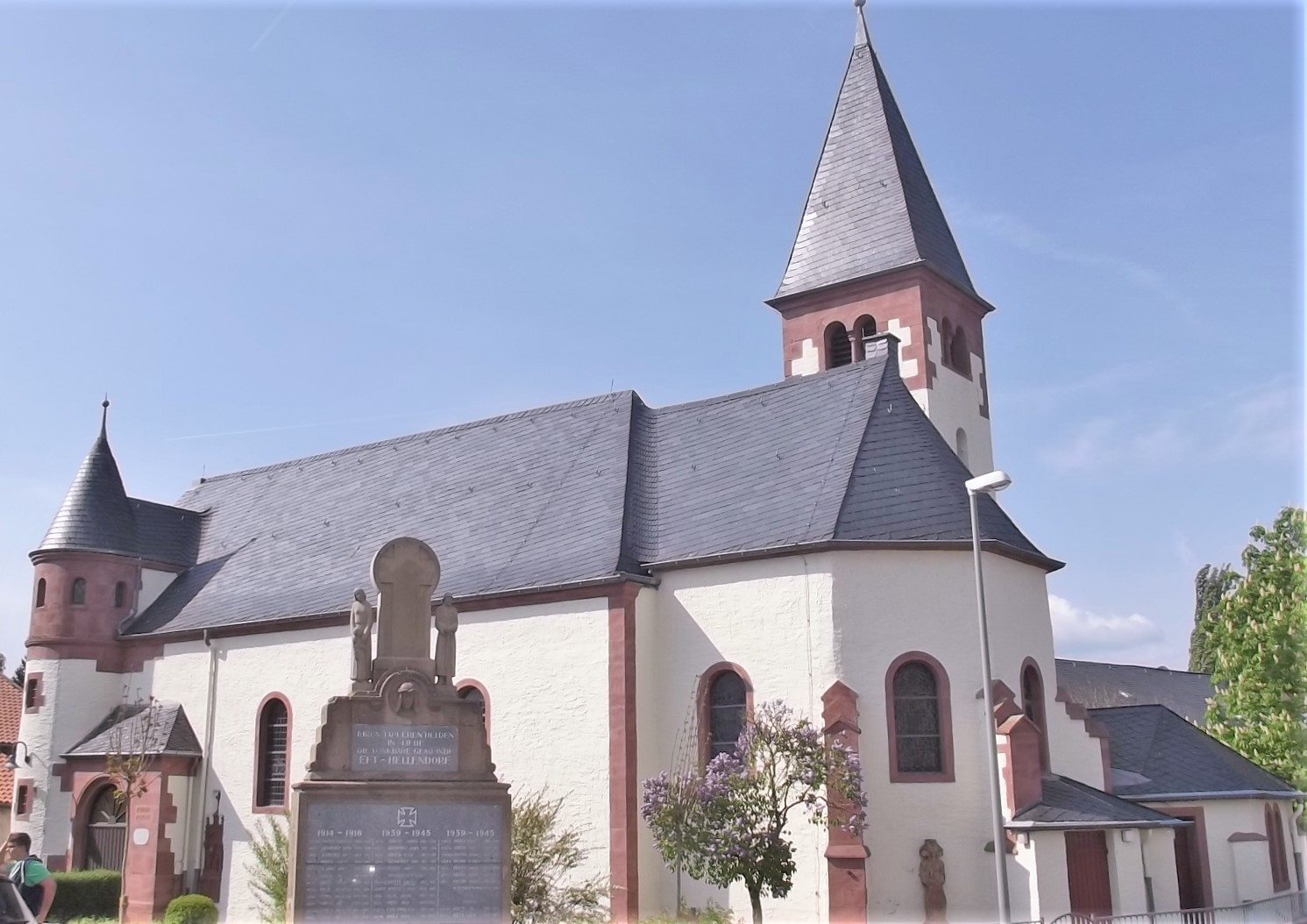
Die katholische Pfarrkirche St. Philippus und Jakobus in Eft-Hellendorf

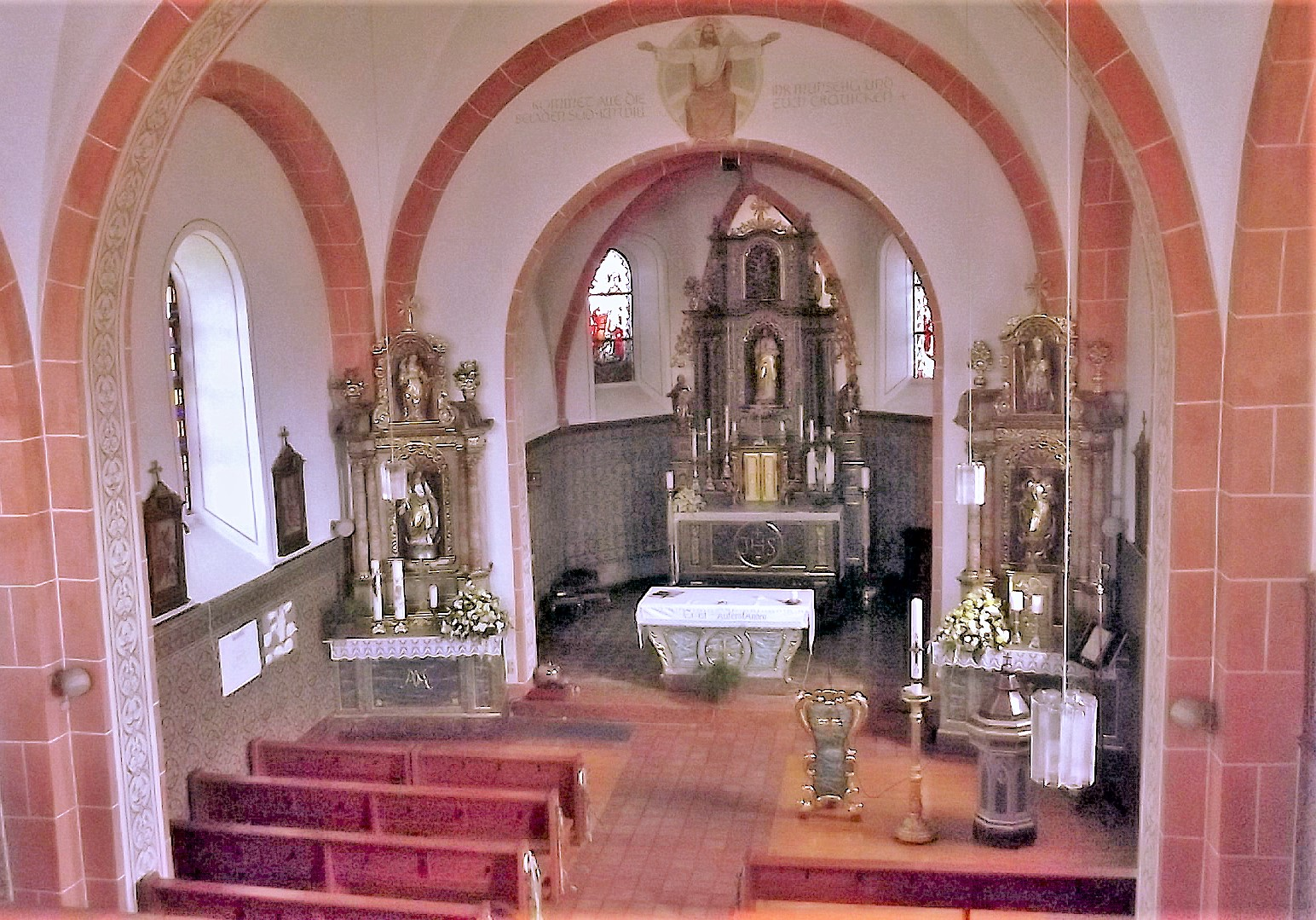
Blick ins Innere der Kirche

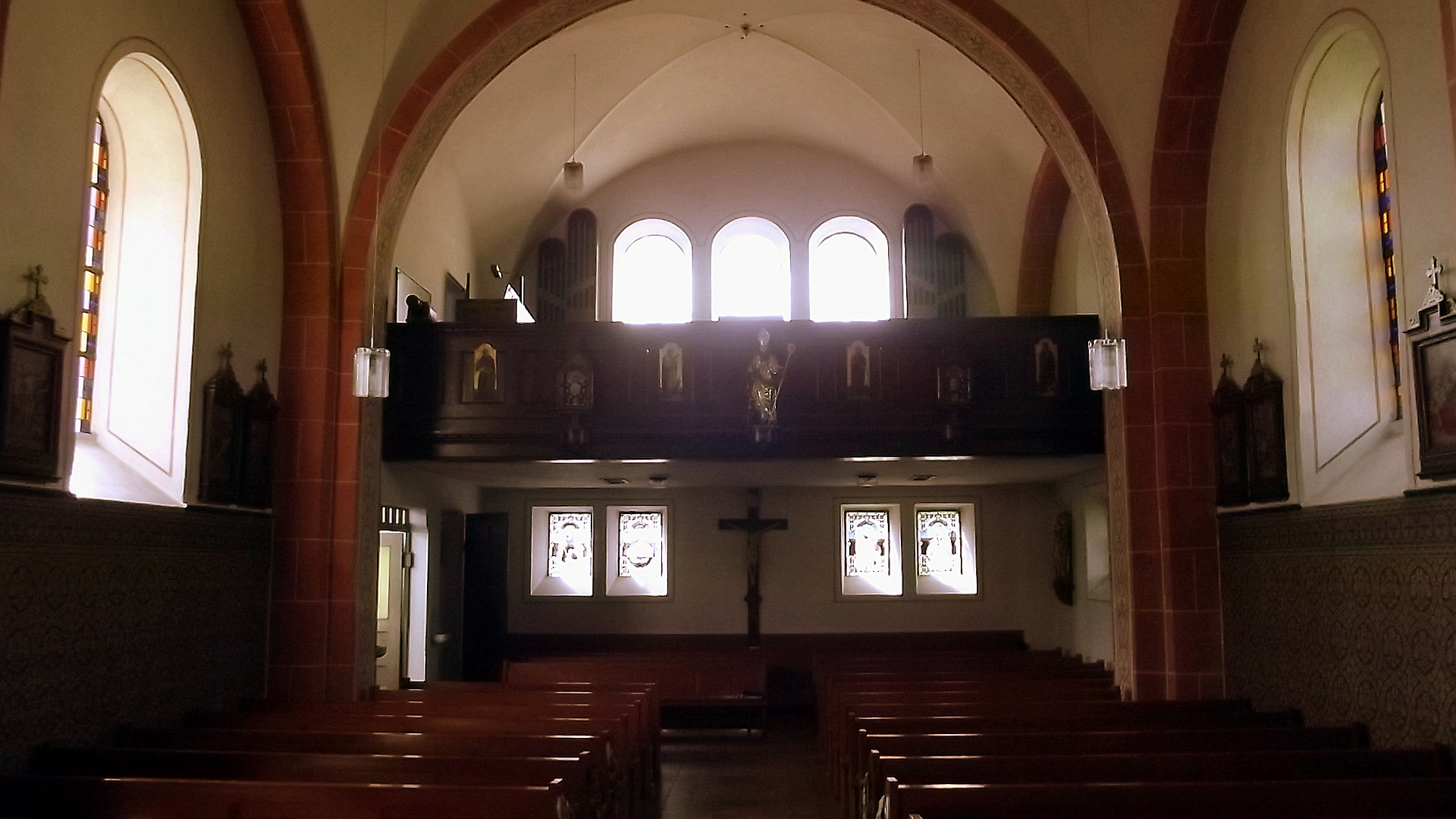
Blick zur Empore

Die Kirche St. Philippus und Jakobus ist eine römisch-katholische Pfarrkirche in Eft-Hellendorf, einem Ortsteil der Gemeinde Perl, Landkreis Merzig-Wadern, Saarland. Die Kirche trägt das Patrozinium der Apostel Philippus und Jakobus und ist in der Denkmalliste des Saarlandes als Einzeldenkmal aufgeführt.

## Geschichte
In den Jahren 1127 und 1130 verzeichnete das Güterverzeichnis der Abtei Mettlach zwei Schenkungen an den heiligen Lutwinus in Evetha (Eft) und der heutigen Filiale Hellendorf. Zum einen vermachte Ritter Udelin von Hellendorf, der in das Kloster Mettlach eingetreten war, sein Allodium der Kirche in Eft, zum anderen stiftete die Matrone Friderun von Hellendorf eine Besitzung in Eft und erhielt so ein Begräbnis und ein Anniversarium in der Abtei. Der Erzbischof Meginer von Trier (1127–1130) bestätigte diese Schenkungen.
Laut einer Visitation im Jahr 1569 bildete Eyfft (Eft) eine Filiale von Perla (Perl).
Im 16. Jahrhundert erfuhr die Kirche in Eft Veränderungen durch den Neubau eines Chorraums und eines Turmes. In den Jahren 1724 bis 1725 erfolgte der Bau eines neuen Kirchenschiffes, sowie der Einbau neuer Chorfenster. Am 5. Mai 1725 wurde die erweiterte Kirche von Johann Matthias von Eyss geweiht.
Im Jahr 1803 wurde im Rahmen einer Neugliederung die Großpfarrei Perl, zu der Eft als Filiale gehörte, aufgelöst. Eft und Hellendorf wurden der Pfarrei Tünsdorf zugeordnet. Im Jahr 1817 änderte sich auch die Bistumszugehörigkeit. Das nun unter preußischer Verwaltung stehende Eft-Hellendorf war fortan nicht mehr dem Bistum Metz, sondern dem Bistum Trier unterstellt. Im Jahr 1829 erfolgte die Erhebung Efts zur selbständigen Pfarrei.
Mitte des 19. Jahrhunderts kam es wieder zu Umbaumaßnahmen, bei denen ein neugotisches Portal eingebaut wurde, das heute als Blendportal an der Nordseite der Kirche dient. Im Jahr 1893 wurde zwischen dem aus dem 16. Jahrhundert stammenden Turm und Chor eine Sakristei angebaut. Eine Erweiterung des Kirchenschiffes um eine Achse, sowie ein romanisierender Umbau erfolgten im Jahr 1908 nach Plänen des Architekten André Streng (Köln). Im Rahmen der Umbauarbeiten wurde die gerade Decke im Kircheninneren durch ein Kreuzgewölbe aus Bruchsteinen ersetzt, sowie der bisher dreigeschossige Turm um ein viertes Geschoss mit dreiteiligen Schallfenstern erhöht.
Während des Zweiten Weltkrieges erlitt das Gotteshaus im Jahr 1944 starke Beschädigungen, die im Jahr 1947 im Zuge einer grundlegenden Renovierung beseitigt wurden.
Im Jahr 2008 wurde die Kirche einer Restaurierung unter Leitung des Bistumsarchitekten Marcell Hürtgen (Trier) unterzogen.

## Ausstattung
Zur Ausstattung der Kirche gehören zwei barocke Altäre und Holzplastiken. Ein Großteil der sonstigen Ausstattung wurde im Jahr 1908 von Architekt André Streng entworfen.